# جان اریکسون
جان اریکسون (انگلیسی: John Ericsson; ۳۱ ژوئیهٔ ۱۸۰۳ – ۸ مارس ۱۸۸۹) یک مهندس، نوآوری اهل سوئد بود.
وی موفق به کسب جایزه رامفورد شده بود.